# 浅裂锈毛莓
浅裂锈毛莓（学名：Rubus reflexus var. hui）为蔷薇科悬钩子属下的一个变种。

## 扩展阅读
- 維基物種上的相關：浅裂锈毛莓